# فرار از پشاور
فرار از پشاور (به روسی: Пешаварский вальс) یک فیلم اکشن و جنگی روسی به کارگردانی و نویسندگی تیمور بکمامبتوف، که در سال ۱۹۹۴ منتشر شد. این فیلم تصویری از جنگ شوروی در افغانستان بر اساس وقایع قیام اسیران جنگی شوری در ۲۴ کیلومتری جنوب پشاور پاکستان است. دوبله انگلیسی فیلم با عنوان فرار از افغانستان در سال ۲۰۰۲ به صورت ویدئویی در ایالات متحده منتشر شد.
در بیست و نهمین جشنواره بین‌المللی فیلم کارلووی واری، این فیلم نامزد دریافت جایزه گوی بلورین شد و تیمور بکمامبتوف برنده جایزه بهترین کارگردانی شد.

## داستان
یک خبرنگار و پزشک آمریکایی (در نسخه اصلی انگلیسی و فرانسوی) به یک پایگاه نظامی در پاکستان می‌آید ولی ناگهان در آنجا، زندانیان شوروی قیام کرده و پایگاه را تصرف می‌کنند و ...